# Ceratonereis
Ceratonereis är ett släkte av ringmaskar. Ceratonereis ingår i familjen Nereididae.

## Dottertaxa tillCeratonereis, i alfabetisk ordning[1]
- Ceratonereis aequisetis
- Ceratonereis amphidonta
- Ceratonereis anchylochaeta
- Ceratonereis anoculata
- Ceratonereis antarctica
- Ceratonereis articulata
- Ceratonereis beringiana
- Ceratonereis brasiliensis
- Ceratonereis brockorum
- Ceratonereis brunnea
- Ceratonereis burmensis
- Ceratonereis coracina
- Ceratonereis costae
- Ceratonereis dawydovi
- Ceratonereis debilis
- Ceratonereis divaricata
- Ceratonereis dorsolineata
- Ceratonereis dualaensis
- Ceratonereis dubia
- Ceratonereis dunckeri
- Ceratonereis erythraeensis
- Ceratonereis erythraensis
- Ceratonereis fakaravae
- Ceratonereis fallax
- Ceratonereis flagellipes
- Ceratonereis gorbunovi
- Ceratonereis gracilis
- Ceratonereis hastifera
- Ceratonereis hemphrichii
- Ceratonereis hircinicola
- Ceratonereis hyalognatha
- Ceratonereis imperfecta
- Ceratonereis incisa
- Ceratonereis irritabilis
- Ceratonereis japonica
- Ceratonereis kardagica
- Ceratonereis keiskama
- Ceratonereis limnetica
- Ceratonereis lizardensis
- Ceratonereis longiceratophora
- Ceratonereis longicirrata
- Ceratonereis marmorata
- Ceratonereis microcephala
- Ceratonereis mirabilis
- Ceratonereis monronis
- Ceratonereis moorei
- Ceratonereis obockensis
- Ceratonereis obocki
- Ceratonereis pachychaeta
- Ceratonereis paucidentata
- Ceratonereis pectinifera
- Ceratonereis perkinsi
- Ceratonereis pietschmanni
- Ceratonereis pseuderythraeensis
- Ceratonereis ramosa
- Ceratonereis rolasiensis
- Ceratonereis scotiae
- Ceratonereis similisetis
- Ceratonereis singularis
- Ceratonereis tentaculata
- Ceratonereis ternatensis
- Ceratonereis transversa
- Ceratonereis tripartita
- Ceratonereis tunicatae
- Ceratonereis turveyi
- Ceratonereis vaipekae
- Ceratonereis vermillionensis
- Ceratonereis versipedata
- Ceratonereis vittata
- Ceratonereis vulgata